# Краљевина Леон
Краљевина Леон је била једна од средњовековних краљевина на Иберијском полуострву, наследница Краљевине Астурије, која је имала важну улогу у Реконкисти и настанку сукцесивних хришћанских краљевина у западном делу полуострва.

## Историја
Град Леон је основала Седма римска легија. Био је главни штаб легије у позном царству и центар трговине златом чији су се рудници налазили у оближњој Лас Медулас. Године 540. град је освојио аријско визиготски краљ Леовигилд, који међутим није дирао хришћанско становништво. Године 717. Леон је пао у руке Мавара. Међутим, Леон је такође био један од првих градова који су освојени током Реконкисте и постао је део Краљевине Астурије 742. године.

## Настанак Краљевине
Године 913. основана је независна Краљевина Леон када су принчеви Астурије преместили своју престоницу из Овиједа у Леон, чиме су окренули леђа Атлантику који је у то доба врвео од Викинга, и населили се на висоравни Мезета у средишту данашње Шпаније.
Леон је одмах почео да се шири на југ и на исток, обезбеђујући новоосвојену територију многобројним утврђењима. Новоформирана зона је добила име Грофовија Бургос. Године 931. гроф Фернан Гонзалес је претворио Кастиљу у наследну грофовију, независну од утицаја леонских краљева. Усвојио је титулу краља Кастиље, према многобројним утврђењима (кастиљос) која су се налазила у тој области, и наставио са ширењем краљевства на рачун Леона склопивши савез са Кордопским халифатом све до 966. када га је зауставио Санчо I од Леона.

## Прво уједињење са Кастиљом
Стално ривалство између ове две краљевине је доводило до честих унутрашњих сукоба што је слабило заједницу и чинило је лаким пленом. Краљ Наваре Санчо III Велики, припојио је свом краљевству Кастиљу око 1020, а пред крај живота, 1035, такође ће исто урадити и са Леоном, оставивши Галицију привремено независну. У традиционалној подели земље која је следила након његове смрти, његов син Фернандо ће добити грофовију Кастиљу. Фернандо је био ожењен Санчом, сестром Бермуда III, краља Леона. Фернандо је испровоцирао битку код Тамарона у којој је Бермудо III погинуо. Како Бермудо није имао наследника, његов шурак, Фернандо I од Кастиље полагао је право на леонски престо. Тада долази до првог уједињења ова два краљевства.

## Друго уједињење са Кастиљом
Након смрти Фернанда I 1065. године, следећи традицију да се краљевство дели међу синовима, Кастиља је подељена између његова два сина, Санча, и Алфонса. Алфонсо је добио Леон, Санчо Кастиљу, Гарсија Галицију, а Урака Самору. Санчо и Алфонсо су напали свог брата Гарсију и отели му Галицију. Санчо, незадовољан Кастиљом и половином Галиције, напада свог брат Алфонса и отима му Леон уз помоћ Родрига Дијаза, Ел Сида. Урака пружа уточиште главнини леонске војске и прима их у Самору. Санчо поставља опсаду око Саморе, међутим, 6. октобра 1072. године убија га галицијски племић, Вељидо Долфос, што проузрокује повлачење кастиљанске војске. Тако Алфонсо не само да је повратио свој, леонски престо, него је такође постао краљ Кастиље и Галиције, чиме долази до другог уједињења које ће потрајати више генерација.

## Треће и коначно уједињење са Кастиљом
Више од 80 година трајало је друго уједињење Леона и Кастиље. До поновне поделе ће доћи 1157. године након смрти Алфонса VII, када је краљевство опет традиционлано подељено између његова два сина, те је Санчо добио Кастиљу, а Фернандо Леон. Леон ће остати независна краљевина следећих 60 година.
Коначно, године 1230. долази до последњег и дефинитивног уједињења Кастиље и Леона када Фернандо III од Кастиље наслеђује од своје мајке Беренгеле краљевину Кастиљу (1217), и од свог оца Алфонса IX, Леон (1230). Истовремено је искористио опадање алмохадског царства и освојио је долину Гвадалкивира а његов син Алфонсо је освојио таифу Мурсију. Кортеси Кастиље и Леона су се ујединили, и тај моменат се сматра настанком Круне Кастиље која се састојала из два краљевства: Кастиље и Леона, и таифа и господстава освојених од Арапа (Кордоба, Мурсија, Хаен, Севиља). Краљевине Кастиља и Леон су задржале свој правни систем - на пример, особама из Кастиље у Леону се судило по законима Кастиље.
Од тада па на даље, Леон ће прво бити део Круне Кастиље. Први корак ка даљем уједињењу иберијских краљевина и стварању онога што се данас назива Шпанијом је био 1479. године када је склопљен брак између Фернанда од Арагона и Изабеле од Кастиље, који су заједничким снагама завршили Реконкисту. Међутим, свако од њих је задржао своје титуле, тако да се коначно уједињење у шпанску државу десило тек са владавином њиховог унука, Карла I од Шпаније, који је такође био и цар Светог римског царства, и који је створио империју која се протезала на три континента.